# Watersmeet
Watersmeet – jednostka osadnicza w Stanach Zjednoczonych, w stanie Michigan, w hrabstwie Gogebic.